# Chiesa di San Tommaso Apostolo (Corte)
La chiesa arcipretale di San Tommaso Apostolo è la parrocchiale di Corte, frazione di Piove di Sacco (PD).

## Storia
La prima chiesa di Corte di cui s'abbiano notizie esisteva già prima del 863, anno in cui si viene a sapere grazie ad un documento che era compresa tra i beni del monastero veronese di San Zenone. Da un documento del 1141 s'apprende che la chiesa di Corte era una pieve, e, da uno del 1160, che aveva una collegiata composta da cinque membri. 
All'inizio del XIII secolo erano soggette alla pieve di Corte le chiese di Campolongo Maggiore, Boion e Rosara; verso la fine dello stesso secolo anche le chiese di Sandon, Terranova e Granze di Camin.
Nel 1571 l'antica chiesa arcipretale a tre navate venne sostituita con una nuova, che fu oggetto di un restauro nel 1753.
L'attuale parrocchiale, anch'essa a tre navate, fu costruita nel 1937 ed inaugurata nel 1938. Nel 1954 un fulmine danneggiò gravemente la chiesa e ridusse in macerie il campanile. Nel 1955 quest'ultimo venne riedificato e la chiesa fu prontamente restaurata. La parrocchiale venne consacrata nel 1957.